# Burdignin
Burdignin ist eine französische Gemeinde im Département Haute-Savoie in der Region Auvergne-Rhône-Alpes.

## Geographie
Burdignin liegt auf 853 m, etwa 22 Kilometer östlich der Stadt Genf (Luftlinie). Das Dorf erstreckt sich an aussichtsreicher Lage an einem sonnenexponierten Südhang im Vallée Verte, rund 100 m über dem Talboden, in den nordwestlichen Savoyer Alpen.
Die Fläche des 9,87 km² großen Gemeindegebiets umfasst einen Abschnitt des Vallée Verte. Die südliche und südöstliche Grenze verläuft entlang der Menoge, welche das Tal nach Südwesten zur Arve entwässert. Die Menoge besitzt einen flachen Talboden von ungefähr 200 bis 500 m Breite. Vom Flusslauf erstreckt sich der Gemeindeboden nordwärts auf die angrenzenden bewaldeten Höhen der Voralpen im Chablais. Der höchste Punkt von Burdignin befindet sich auf 1298 m westlich der Tête du Char.
Zu Burdignin gehören verschiedene Weilersiedlungen, darunter Carraz (750 m) im Vallée Verte und Chez les Roch (1029 m) am Südhang oberhalb des Dorfes. Nachbargemeinden von Burdignin sind Saxel und Fessy im Norden, Habère-Lullin im Osten, Villard im Süden sowie Boëge im Westen.

## Geschichte
Burdignin bildete die erste Pfarrei im Vallée Verte; die erste Kirche wurde vermutlich im 6. Jahrhundert erbaut. Der Ortsname geht wahrscheinlich auf den burgundischen Personennamen Burdinus zurück und bedeutet bei den Leuten des Burdinus. Mit dem Kanton Boëge wechselte Burdignin 1939 vom Arrondissement Bonneville zum Arrondissement Thonon-les-Bains.

## Sehenswürdigkeiten
Die heutige Dorfkirche wurde 1861 im Stil der Neugotik an der Stelle der mittelalterlichen Kirche errichtet.

## Bevölkerung
| Jahr                       | 1962 | 1968 | 1975 | 1982 | 1990 | 1999 | 2004 |
| Einwohner                  | 312  | 313  | 371  | 306  | 439  | 569  | 643  |
| Quellen: Cassini und INSEE |      |      |      |      |      |      |      |

Mit 688 Einwohnern (Stand 1. Januar 2022) gehört Burdignin zu den kleinen Gemeinden des Département Haute-Savoie. Seit Mitte der 1980er Jahre wurde dank der schönen Wohnlage ein kontinuierliches starkes Wachstum der Einwohnerzahl verzeichnet.

## Wirtschaft und Infrastruktur
Burdignin ist noch heute ein überwiegend landwirtschaftlich geprägtes Dorf. Daneben gibt es verschiedene Betriebe des lokalen Kleingewerbes. Einige Erwerbstätige sind Wegpendler, die in den größeren Ortschaften der Umgebung, vor allem im Raum Genf-Annemasse, ihrer Arbeit nachgehen.
Die Ortschaft liegt abseits der größeren Durchgangsstraßen, ist aber von Boëge und Villard, die beide an der Verbindungsstraße von Thonon-les-Bains über den Col de Cou nach Fillinges liegen, leicht erreichbar.